# Дјед Мраз (словенска култура)
Дјед Мраз (екав. Деда Мраз; рус. Дед Мороз, буг. Дядо Мраз), словенски је измишљени лик који доноси поклоне дјеци и често их лично испоручује у Новогодишњој ноћи. Лик је сличан британској персонификацији Божића.
Дједа Мраза прати Сњегурочка, његова унука и помоћница, која носи дугу сребрно-плаву одјећу и крзнену капу или круну у облику пахуље. Она је јединствени атрибут Дједа Мраза, с обзиром на то да слични ликови у осталим културама немају женске сапутнике.
Дјед Мраз носи дуги крзнени капут, топлу крзнену капу и на ногама чизме ваљенке. Он има дугу сиједу браду. Хода уз помоћ магичног штапа и понекад јаше тројку.
Пребивалиштем Дједа Мраза у Русији се сматра град Велики Устјуг у Вологодској области. Пребивалиште Дједа Мраза у Бјелорусији је Бјаловјешка шума.

## Развој лика
Поријекло лика Дједа Мраза претходило је хришћанству као словенски чаробњак зиме, у неким књигама је син бога Велеса и Маре. У словенској митологији, Мраз или Старац Мраз је пагански снијежни демон, односно демон зиме. Из његовог лика проистекао је Дед Мороз. По легенди је живео у шумама севера и оданде доносио зиму, мраз и хладноћу. По нарави је био опак и зао — волео је да залеђује људе и отимао је неваљалу децу, коју је односио у свом великом џаку. Временом се легенда о њему трансформисала у своју супротност, па је Дед Мороз (од миља Дедушка Мороз) постао добродушан и добронамеран старац који у свом великом џаку данас деци доноси поклоне и слаткише.
Лик Дједа Мраза је трансформисан под утицајем православне традиције, . Од 19. вијека особине и легенда Дједа Мраза су обликоване књижевним утицајем. Комад „Сњегурочка” аутора Александра Островског била је веома утицајна, као и „Сњегурочка — прољећна бајка” Николаја Римски-Корсакова са либретом заснованим на комаду. На крају 19. вијека лик Дједа Мраза је постао веома популаран.
До времена Октобарске револуције, Дед Мороз почео је да личи на западњачког Санта Клоза и по изгледу и по карактеру. Носио је црвени огртач и везао се за прославу Божића, а не само за зиму као такву. Први светски рат представља кризни период за Деда Мороза јер су ове сличности постале очигледне, па царске власти званично забрањују његово приказивање. Послије Руске револуције, божићне традиције су активно обесхрабриване јер су сматране „буржоаским и вјерским”. Слично томе, Дјед Мраз је 1928. године проглашен „савезником свештеника и кулака”. У Руској совјетској федеративној социјалистичкој републици и Совјетском савезу и божићне јелке биле су забрањене све до до 1935, с обзиром на то да су сматране „буржоазијским и религијским обележјима“. Поред тога, слика Дједа Мраза је стекла свој садашњи облик за вријеме Совјетског Савеза, поставши главни симбол Новогодишњих празника, тиме потискујући Божић. Неке божићне традиције су оживљене након чувеног писма Павла Постишева, које је објављено у Правди 28. децембра 1935. године. Постишев је вјеровао да је поријекло празника, који су били предхришћански, било мање важно од користи које би могли донијети совјетској дјеци.
Године 1937. Дед Мороз се први пут појавио испред московске Палате Совјета. Следећих година, позив да испред Палате прославе Нову годину постао је питање части за совјетску дјецу. Коначну

слику „совјетског” Дједа Мраза — Деда Мороза дефинисали су совјетски филмски аутори 30-их година прошлог вијека. За то вријеме боја његовог огртача мијењала се неколико пута. Како се не би поистовјетио са Санта Клозом његов огртач најчешће је био плав. Стаљин је наредио је да Дед Мороз испред Палате мора носити само плави огртач. За вријеме доминације Совјетског савеза у источној Европи Дед Мороз уведен је у традиције многих држава овог региона, упркос чињеници да им је до тада био стран. Након пада Совјетског савеза, у овим земљама видљиви су захтјеви за повратком пређашњих сличних ликова.
- Дјед Мраз у Великом Устјугу, Русија
- Дјед Мраз на украјинској поштанској марки
- Снијежна структура Дједа Мраза у Самари
- Виктор Васнецов: Дјед Мраз 1885.
- Парада Дједа Мразова у Москви

## Дјед Мраз у савременој Русији
Дјед Мраз је веома популаран у савременој Русији. Градоначелник Москве је 1998. године град Велики Устјуг прогласио домом руског Дједа Мраза. Између 2003. и 2010. године, поштанска служба у Великом Устјугу је примила око 2 милиона писама из цијеле Русије и свих дијелова свијета која су била адресирана на Дједа Мраза. Предсједник Руске Федерације Владимир Путин је 7. јануара 2008. године посјетио резиденцију Дједа Мраза у Великом Устјугу у склопу прославе православног Божића.
Западни Санта Клоз ушао је у Русији током „турбулентних” деведесетих година 20. вијека када је западњачка култура продрла у постсовјетску Русију. Опоравак Русије почетком 21. вијека довео је до поновног нагласка на словенски карактер Дједа Мраза. То је укључивало курсеве које је спонзорисала Влада Русије и владе њених субјеката, а који су се одржавали сваког децембра, са циљем да се успостави одговарајућа словенска норма за улоге Дједа Мраза и Сњегурочку током Новогодишњих празника. Људи који се налазе у улогама Дједа Мраза и Сњегурочке обично наступају на дјечијим забавама током сезоне зимских празника, давајући поклоне и борећи се против зле вјештице, Бабе Јаге, која дјеци наводно жели да украде поклоне.
У новембру и децембру 2010. године, Дјед Мраз је био један од кандидата за маскоту Зимских олимпијских игара 2014. године у Сочију.

### Варијације Дједа Мраза међу националним мањинама у Русији
Многе националне мањине у Русију има називе на својим матерњим језицима за Дједа Мраза. На примјер, на башкирском и татарском језику, Дјед Мраз је познат као Киш Бабај. На јакутском језику је познат као Чис Кан, док је на ненецком познат као Јамал Ири.

## Међународне везе Дједа Мраза
Дјед Мраз је у медијима представљен у сталном детанту са бројним „дупликатима” из разних земаља, као што је естонски Јоулувана (ест. Jõuluvana), фински Јоулупуки (фин. Joulupukki) и остале фигуре сличне Санта Клозу, Божић Бати, Оцу Божићу и Светом Николи. Поједини људи такође кажу да је Дјед Мраз дјед Санта Клоза. Детант напори укључивали су један-на-један састанке, групне састанке и пријатељска такмичења, као што је годишње Новембарско Санта Клоз такмичење у Целеу у Њемачкој.
Традиционални састанак руског Дједа Мраза и финског Јоулупукија одржан је 2015. године упркос покушаја политичке изолацију Русије на Западу због сукоба у Украјини.

### ГЛОНАСС праћење Дједа Мраза
У новембру 2009. године, по први пут, Руска Федерација је направила конкуренцију систему НОРАД праћење Санта Клоза са системом ГЛОНАСС праћење Дједа Мраза, који је намјеравао да помоћу ГЛОНАСС-а прати Дједа Мраза током Новогодишње ноћи.
Веб-сајтови на руском језику (језик који тренутно не нуди конкурентски НОРАД праћење Санта Клоза) укључили су ове могућности: „праћење у реалном времену” Дједа Мраза, „новости” о Дједу Мразу током цијеле године, образац за слање имејла Дједу Мразу, фотографије, видео снимке, аудио стриминг руских пјесама, пјесмица и стихова из дјечијих писама упућених Дједу Мразу, информације о Великом Устјугу у Володској области и о могућностима укључивања у такмичење и освајања награда.

## Регионалне разлике и контроверзе
Постоје еквиваленти Дједа Мраза и Сњегоручке широм бившег Совјетског Савеза, као и у земљама бившег Источног блока и земљама бивше Југославије. Након распада Совјетског Савеза, неке од ових земаља су уложиле напоре да се удаље од совјетског и руског насљеђа кроз сопствене древне традиције.

### Азербејџан
У Азербејџану назив за Дједа Мраза је Шахта Баба (азер. Şaxta Baba), а назив за Сњегурочку је Кар Кизи (азер. Qar Qızı). У претежно муслиманској, али секуларној земљи, гдје су хришћани у великој мањини, ова традиција опстаје као веома популарна. Шахта Баба доноси поклоне дјеци током прославе Нове године, међутим Кар Кизи је веома ријетко присутна прославама.

### Бјелорусија
У Бјелорусији назив за Дједа Мраза је Дзиед Мароз. Он није историјски лик из бјелоруског фолклора. Званична резиденција бјелоруског Дједа Мраза је Бјаловјешка шума.

### Бугарска
У Бугарској назив за Дједа Мраза је Дјадо Коледа (буг. Дядо Коледа), док је Дјадо Мраз (буг. Дядо Мраз) сличан руском лику који нема хришћанску конотацију и био је популаран током комунистичке власти. Међутим, он је у великој мјери одбачен од 1989. године, када се Дјадо Коледо вратио као популарнија фигура.

### Казахстан и Киргистан
Назив за Дједа Мраза у Казахстану и Киргистану је Ајаз Ата.

### Пољска
Иако нема традиционалне аналогије Дједа Мраза у пољском фолклору, било је покушаја да се он уведе као Ђиадек Мроз (пољ. Dziadek Mróz) током комунистичког периода. Комунисти, противни религији уопште, сматрали су Божић и традиционалног Светог Николу „идеолошким непријатељима”. Због тога су пропагандним активностима покушали да замијене Ђиадеком Мрозом. Власти су често инсистирале на увођењу фигуре у предшколским и школским установама, као и на догађајима за дјецу. Тиме је такође требало да се створи илузија о културним везама са Совјетским Савезом.

### Румунија
Године 1948, након што су комунисти дошли на власт у Румунији, одлучено је да прослава Божића буде забрањена. Децембар 25. и 26. су постали радни дани и званична прослава није одржавана. Као замјена за Мош Крачун (рум. Moş Crăciun), уведена је нова фигура, Мош Герила (рум. Moş Gerilă). Он је дјеци поклоне доносио 31. децембра.
Званично, прослава Нове године почињала је 30. децембра, када се прослављао Дан републике, с обзиром да је на тај дан краљ Михај I абдицирао 1947. године.
Након Румунске револуције 1989. године, Мош Герила је изгубио утицај, а на његово мјесто поново долази Мош Крачун.

### Таџикистан
У Таџикистану је настављена традиција Дједа Мраза, који у Таџикистану носи назив Бобои Барфи (таџ. Boboi Barfi), док Сњегурочка носи назив Барфак (таџ. Barfak).
Године 2012, младић обучен у костим Дједа Мраза избоден је до смрти у Душанбео док је маса узвикивала „Невјерниче!”. Убиство је било мотивисано вјерском мржњом, како је навела таџикистанска полиција.
Дана 11. децембра 2013, Саидали Сидиков, први замјеник шефа Комитета за емитовање ТВ и радија у Влади Таџикистана, у интервјуу је нагласио „Дјед Мраз и његова помоћница Сњегурочка и Новогодишње дрво неће се појавити на државној телевизији ове године, јер ове личности и особине које имају немају директну везу са нашим националним традицијама, иако у њима нема ништа штетно”. Међутим, сљедећег дана ова изјава је осуђена и планиране прославе су укључивале ове личности, иако су поједини вјерске личности то негодовале.

### Украјина
Украјина је 2014. године покушала да замијени Дједа Мраза са Светим Николом, који је популарнији у западној Украјини.

### Узбекистан
Године 2012. Узбекистан као претежно муслиманска земља, удаљила се од прославе Божића и његових историјских ликова.

## Деда Мраз у српској култури
Пре Другог светског рата српској деци су, током зимских празника, традиционално поклоне доносили Свети Никола за Никољдан и Божић Бата за Божић. Eтнолошкиња Весна Марјановић у својој књизи Маске, маскирање и ритуали у Србији износи мишљење да се Божић Бата у српској култури као дародавац појавио тек у периоду између два светска рата и могло би се рећи да је био прилично оригиналан лик дародавца током зимских празника. О Светом Николи доста се зна, али се старо веровање и његова улога у усрећивању најмлађих скоро и заборавила. Ретко ко се данас, на помен овог свеца, сети дечјих поклона, док је Божић Бату готово у потпуности заменила глобализована фигура Деда Мраза — Санта Клоза.
После Другог светског рата, са ширењем комунистичке идеје о штетности религије, у Југославији су Божић Бата и Свети Никола постали непожељни. Заменила их је комунистичко-социјалистичка фигура Деда Мороза, која је наметнута у свим земљама под Совјетским утицајем, који више није долазио за Божић (као у већини западних земаља), већ за Нову годину. После разлаза са Совјетским Савезом 1948. године овај лик старог словенског божанства, под утицајем Запада, постепено еволуира у глобализовани лик Санта Клоза, па је данас "Српски" Деда Мраз потпуно американизовани лик старца у црвеном оделу, који се вози санкама које вуку ирваси, а који је 1931. године за потребе рекламне кампање осмишљен у компанији Кока Кола. Ипак, остало је послератно совјетско име овог омиљеног дечијег лика — Дјед Мраз, односно Деда Мраз. Деведесетих година, после буђења национализма и распада Југославије, некадашњи југословенски народи се враћају старим обичајима, па тако оживљавају и ликови какви су Божић Бата код Срба или Дјед Божићњак код Хрвата, али се задржава и глобализована западњачка верзија, па сада у Србији деца добијају поклоне за Нову годину од Деда Мраза (1. јануара), а многа и од Божић Бате за Божић (7. јануара).